# 22 août 1914
Le samedi 22 août 1914 est le 234e jour de l'année 1914.

## Naissances
- Bửu Lộc (mort le 27 février 1990), diplomate et homme politique vietnamien
- Hans van Swol (mort le 30 mai 2010), joueur de tennis néerlandais
- Jack Dunphy (mort le 26 avril 1992), écrivain américain
- Maurice Zalewski (mort le 13 juin 2009), photographe français
- Mohammed Benlarbi al-Alami, résistant nationaliste marocain

## Décès
- Adolphe Vautier (né le 18 juin 1858), entrepreneur et personnalité politique genevoise
- Alain de Fayolle (né le 13 octobre 1891), militaire français
- André du Fresnois (né le 1er avril 1887), écrivain, critique littéraire, journaliste et militant royaliste français
- Charles Rondony (né le 6 mars 1856), général français
- Ernest Psichari (né le 27 septembre 1883), officier et écrivain français
- Giacomo Radini-Tedeschi (né le 12 juillet 1859), évêque catholique italien
- Jean Allard-Méeus (né le 23 novembre 1891), militaire et poète français
- Jean Reutlinger (né le 19 mars 1891), photographe français
- Léon Raffenel (né le 14 août 1856), général français
- Robert Bergeyre (né le 2 juillet 1894), joueur de rugby français

## Événements
- Création du 37e corps d'armée (France)
- jour le plus meurtrier de l’histoire de l’armée française: 27 000 morts[1] ;
- Bataille de Rossignol.